# 社區網絡聯盟
社區網絡聯盟（英文：Community Network Union），香港政治聯盟，2017年8月6日正式成立，主要做地區工作。

## 成立

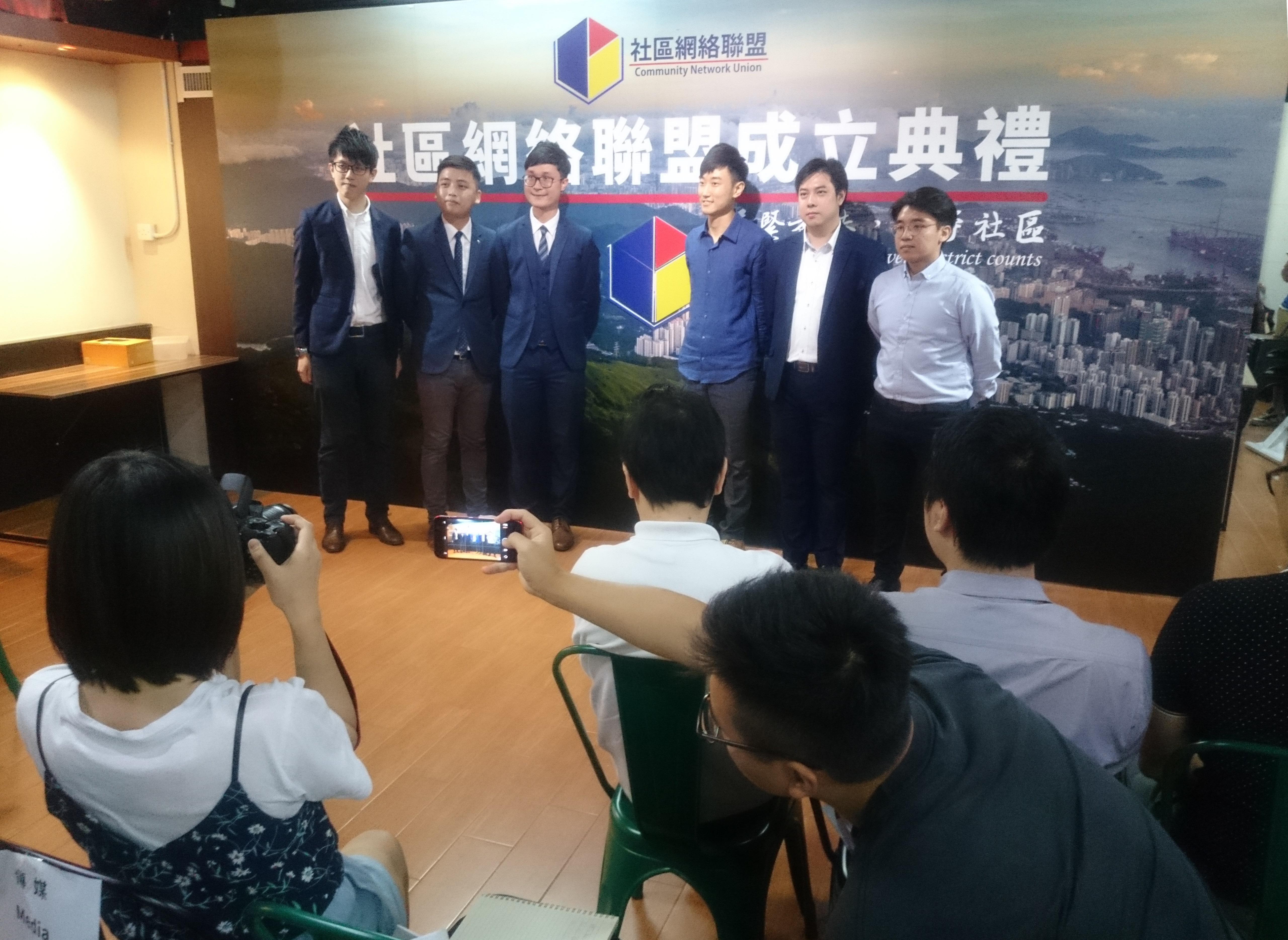
2017年8月6日，黃丹晴、李晉希、劉頴匡、張文龍、林錫添、羅焯勇於社區網絡聯盟成立典禮合照。

2017年8月6日，6個社區組織葵青連結動力、沙田社區網絡、荃灣社區網絡、屯門社區網絡、天水圍社區網絡、藍田社區網絡正式成立社區網絡聯盟。社區網絡聯盟發言人劉頴匡說，其等不想受政黨束縛，所以就成立組織做社區工作。而其等都面對到資源分配不足，所以就成立一個平臺分享資源。
2018年2月9日，荃灣社區網絡和葵青連結動力退出社區網絡聯盟。黃丹晴也辭任社區網絡聯盟公共關係一職。2月10日，屯門社區網絡退出社區網絡聯盟。

## 議員

### 區議員
2017年至2019年，社區網絡聯盟在1個區議會共有1個議席，議員包括：
| 區議會 | 代號 | 選區 | 姓名   | 備註                     | 參考              |
| ------ | ---- | ---- | ------ | ------------------------ | ----------------- |
| 沙田區 | R20  | 松田 | 黃學禮 | 隸屬聯盟下的沙田社區網絡 | [ 3 ] [ 4 ] [ 5 ] |

## 外部連結
- 社區網絡聯盟facebook專頁